# Yan Sirui
Yan Sirui (ur. 22 stycznia 1985) – chińska judoczka.
Złota medalistka igrzysk wojskowych w 2003 i srebrna w 2007. Triumfatorka MŚ wojskowych w 2005 i trzecia w 2006. Wicemistrzyni świata juniorów w 2004 roku.